# Palazzo Medici di Ottaviano
Il Palazzo Medici di Ottaviano, o Palazzo Miranda, è un edificio monumentale di Napoli, ubicato in via Chiaia.

## Storia
Il fabbricato sorge nell'ex area di confine della città murata, infatti esso fu eretto nel punto dove prima esisteva la Porta di Chiaia: la porta venne demolita nel 1782 da una commissione formata da architetti e ingegneri del regno tra cui spiccavano i nomi di Carlo Vanvitelli, Nicola Schioppa, Gaetano Barba e Pasquale De Simone.
Il primo progetto del palazzo fu redatto da Pompeo Schiantarelli, mentre la realizzazione fu compiuta da Gaetano Barba che utilizzò precedenti disegni di Carlo Vanvitelli.
L'edificio venne acquistato dai Caracciolo d'Avellino, duchi di Miranda, che successivamente lo cedettero ai Medici di Ottajano.
Nel XIX secolo venne modificato più volte l'assetto volumetrico e planimetrico a seguito dei lavori eseguiti dall'architetto Tommaso Giordano e da Antonio Annito, mentre le decorazioni neoclassiche negli interni del terzo piano furono eseguite su disegno di Fausto Niccolini, figlio del più famoso Antonio, per celebrare le nozze di Michele de' Medici di Ottajano con la duchessa Giulia Marulli.